# Aleksandra Kucharska-Szefler
Aleksandra Kucharska-Szefler – polska śpiewaczka operowa (sopran) i pedagog.

## Życiorys
Absolwentka Akademii Muzycznej w Gdańsku (klasa Haliny Mickiewiczówny, dyplom z wyróżnieniem). Laureatka I nagrody 1. Konkursu Sztuki Wokalnej im. Ady Sari w Nowym Sączu (1985). Solistka Opery Bałtyckiej w Gdańsku (1990-1995). Pedagog na Wydziale Wokalno-Aktorskim Akademii Muzycznej w Gdańsku, gdzie prowadzi klasę śpiewu. Posiada stopień doktora habilitowanego. Habilitację uzyskała na Akademii Muzycznej we Wrocławiu - praca habilitacyjna w postaci albumu CD Kaszuby w pieśni artystycznej. Laureatka Medalu Stolema 2015.

## Wybrane partie operowe
- Hanna (Straszny dwór, Moniuszko)
- Liu (Turandot, Puccini)
- Micaela (Carmen, Bizet)
- Zofia (Halka, Moniuszko)